# Coches de choque

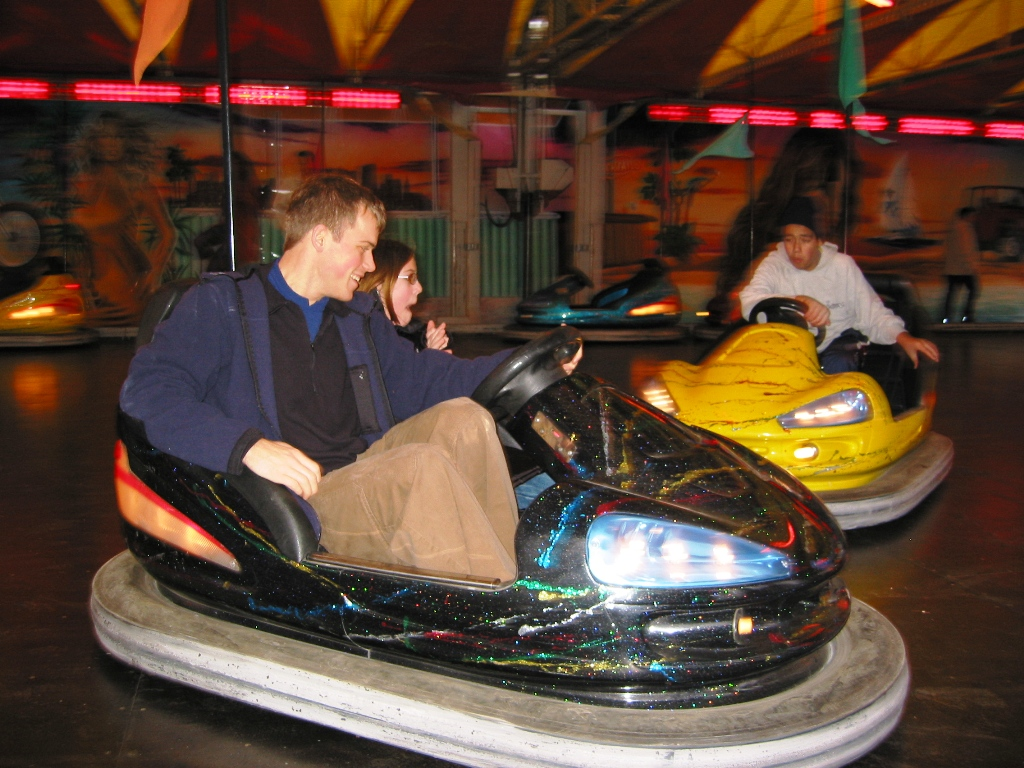
Autos de choque en la feria de un barrio.

Los coches de choque, también llamados coches chocantes, coches locos, coches de tope, y en Hispanoamérica autitos chocadores, carros chocones, carritos chocones, o autos chocadores, son un tipo de atracción mecánica que consiste en varios automóviles eléctricos pequeños que obtienen la energía de la superficie y el techo del escenario. Se encienden y apagan remotamente por un operador. Estos coches están protegidos por medio de una banda de goma protectora que les permite chocar entre ellos. Su inventor fue Victor Levand, quien trabajaba para General Electric, en 1921.

## Denominaciones regionales

### Europa
- España: coches de choque, coches locos, autos de choque, según las distintas zonas.
- Italia: autoscontro
- Reino Unido: dodgems
- Alemania: Autoscooter
- Suecia: Radiobilar
- Finlandia: Törmäilyautot
- Dinamarca: Radiobiler
- República Checa,  Polonia,  Rusia: autodrom / автодром

### América
- Brasil: bate-bate
- Argentina,  Uruguay,  Chile,  Bolivia: autos (o autitos) chocadores.
- República Dominicana,  Venezuela,  Colombia,  Perú,  México,  Costa Rica,  Ecuador: carros (o carritos) chocones.
- Cuba,  Puerto Rico,  Panamá: carros (o carritos) locos.
- México: coches chocones, carritos chocones, carritos chocadores.
- Estados Unidos,  Jamaica: bumper cars.

## Diseño
La potencia se suministra habitualmente por uno de dos métodos:
- El método más antiguo y común utiliza una superficie y un techo conductores, cada uno con una polaridad de alimentación independiente. Los contactos debajo del vehículo tocan el suelo mientras que un poste de contacto montado toca la malla metálica del techo, formando un circuito electrónico completo.
- Un nuevo método utiliza tiras alternas de metal en la superficie separadas por espaciadores aislantes, sin la rejilla del techo. Las tiras alternas llevan la corriente de alimentación y los autos son lo suficientemente grandes para que la carrocería del vehículo siempre pueda cubrir al menos dos tiras en un momento dado. Un conjunto de cepillos debajo de cada auto hace contacto al azar con lo que esté debajo de la tira y la polaridad de la tensión en cada contacto es separada para proporcionar siempre un circuito correcto y completo para operar el vehículo.

La superficie de metal, generalmente, se configura como una pista rectangular u ovalada y se rocía grafito en el suelo para disminuir la fricción. Un parachoques de goma rodea cada vehículo, y los conductores se chocan entre sí a medida que se trasladan.

## Galería

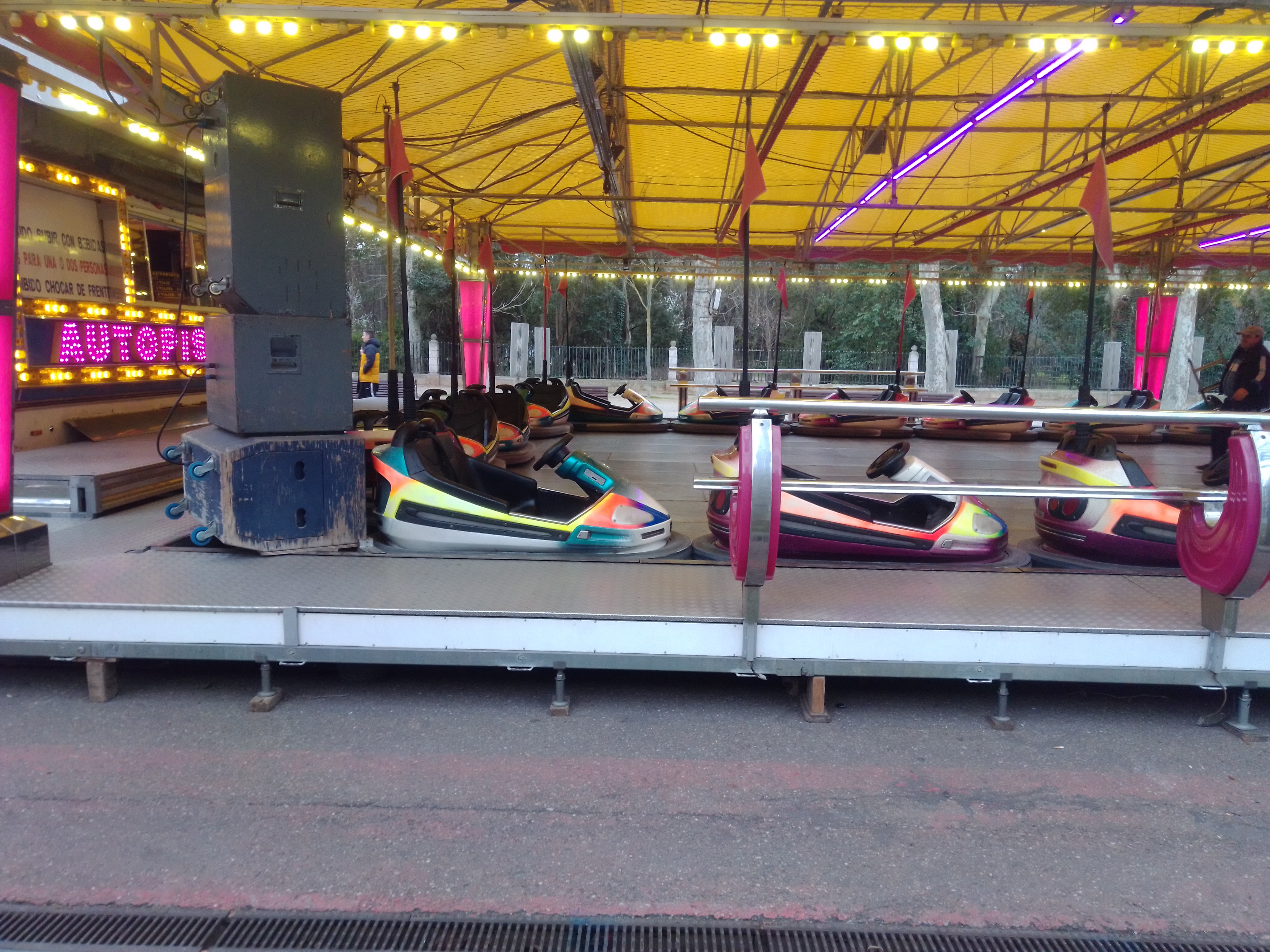
Coches de choque en Valladolid
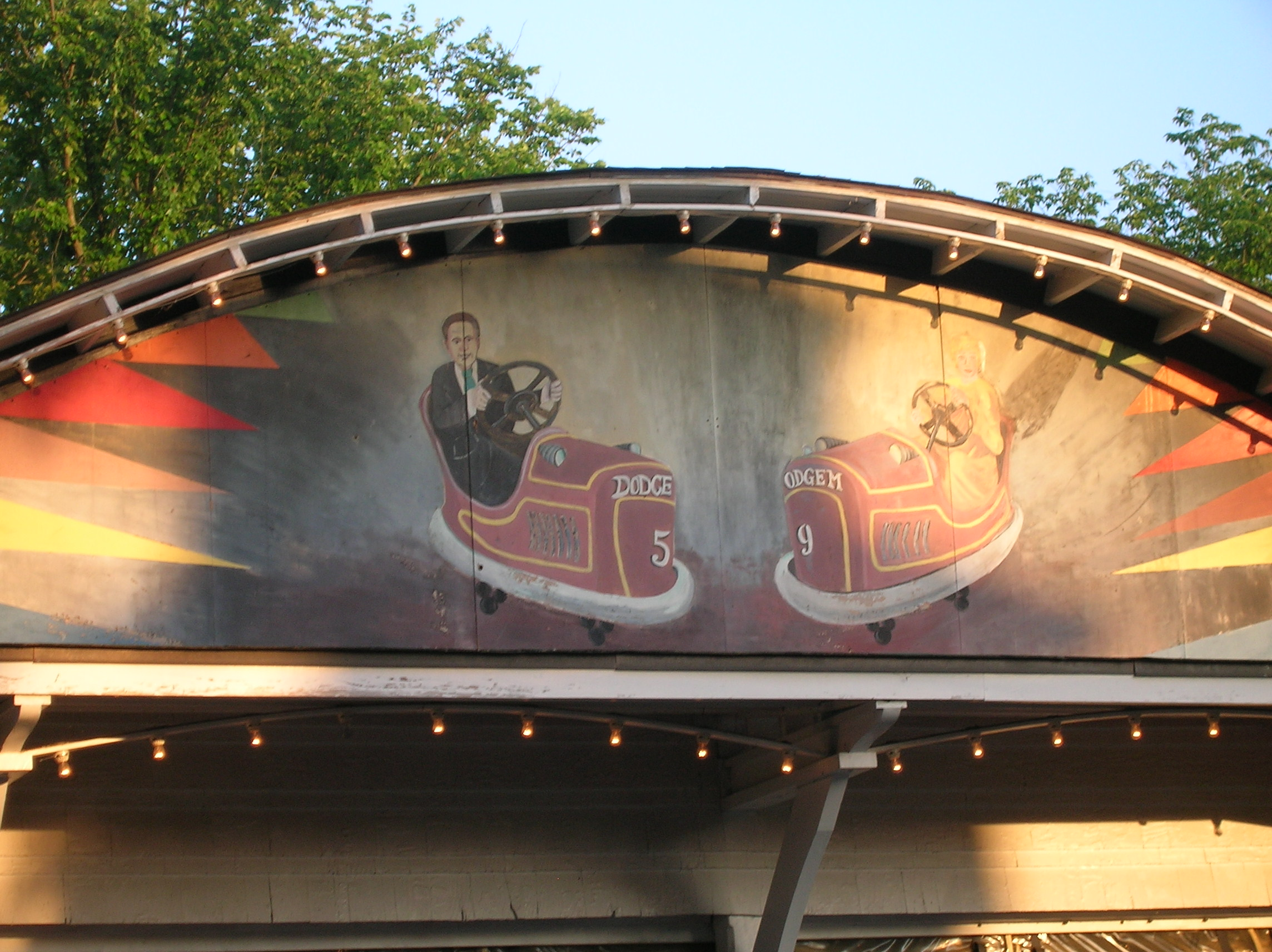
Pintura decorativa de autos de choque.
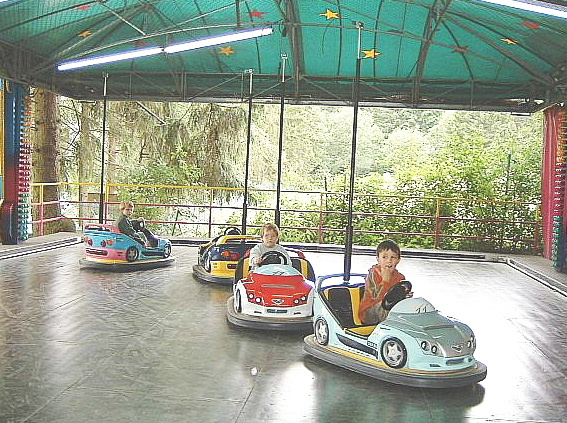
Coches de choque en Taunuswunderland.
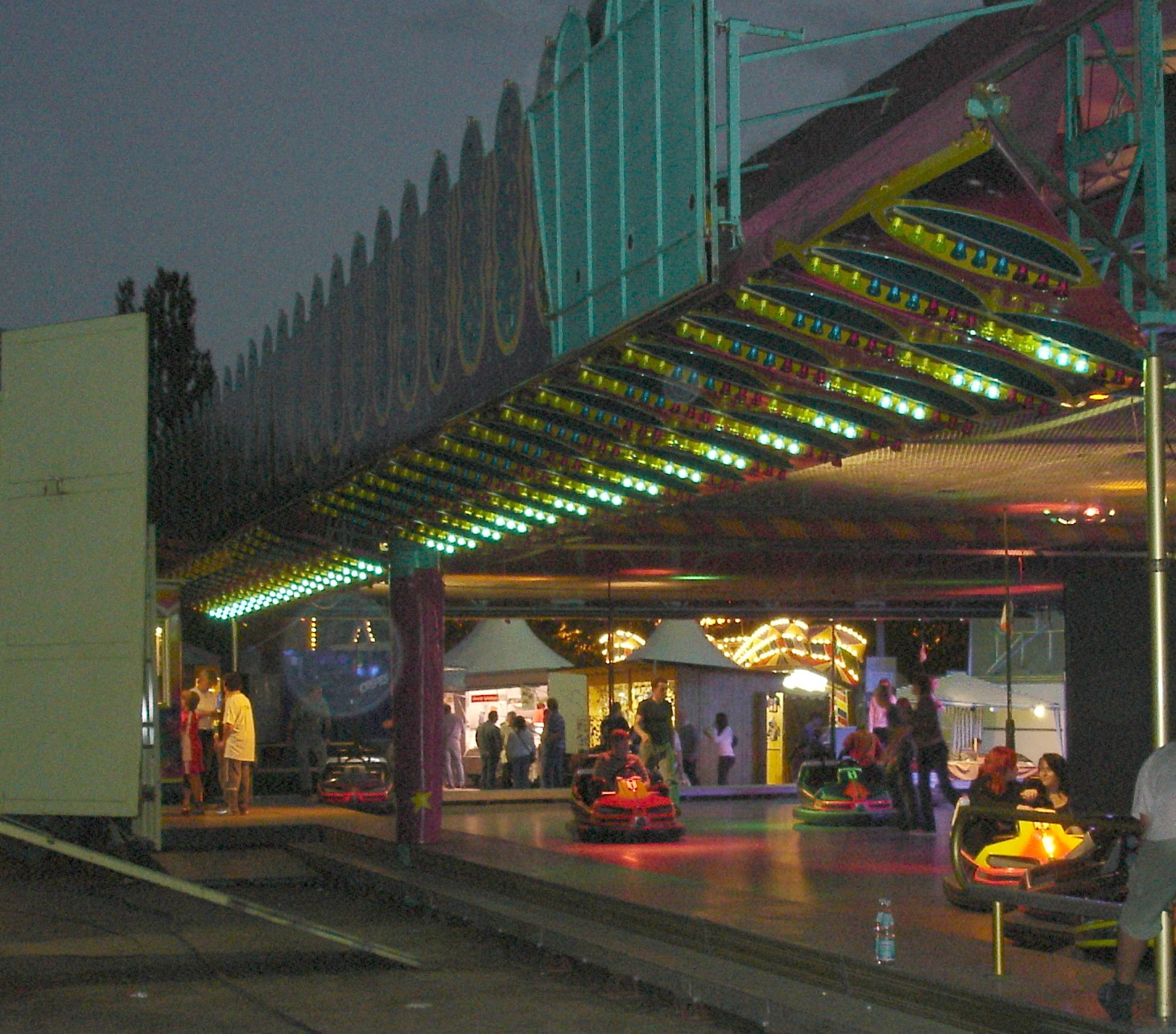
Autos de choque en Fráncfort del Meno.
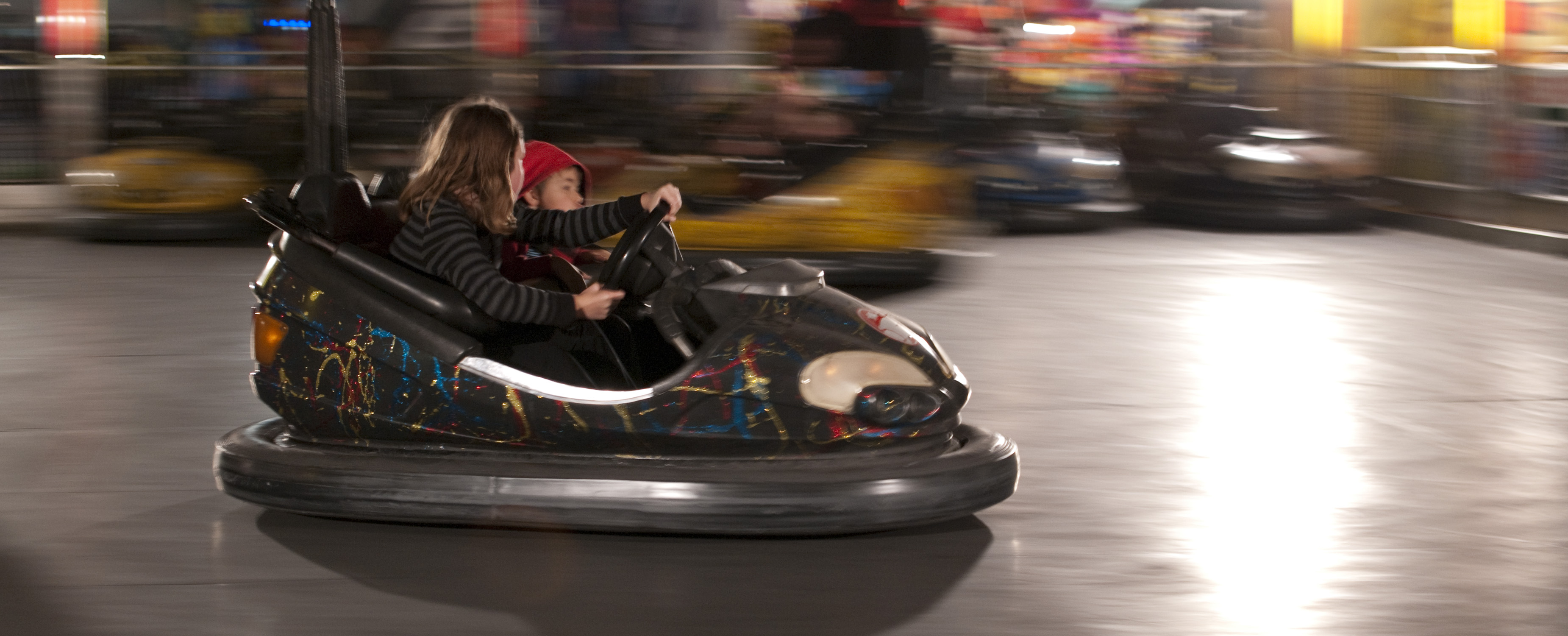
Autos de choque en movimiento en el Royal Adelaide Show.